# Whatever You Want
Whatever You Want es el duodécimo álbum de estudio de la banda británica de rock Status Quo, publicado en 1979 por Vertigo Records. Al año siguiente, fue remasterizado por Riva Records para su lanzamiento en el mercado estadounidense, cuyo título fue cambiado a Now Hear This, donde además se modificó el orden original de las canciones. Cabe destacar que dicha versión, no se ha publicado en ningún otro país hasta el día de hoy.
A los pocos días de su lanzamiento alcanzó el tercer puesto en los UK Albums Chart, donde en total permaneció 14 semanas consecutivas en la lista británica. Además y en el mismo mes fue certificado con disco de oro por la British Phonographic Industry, luego de superar las 100 000 copias vendidas en el Reino Unido. En cuanto a su promoción, en septiembre del mismo año se publicó su primer sencillo «Whatever You Want», que logró el cuarto lugar en los UK Singles Chart y obtuvo disco de plata en su propio país, tras vender más de 200 000 copias. Por su parte, en noviembre se lanzó su segundo y último sencillo «Living on an Island», que obtuvo la posición 16 en el mismo conteo.

## Lista de canciones
| N.º | Título                | Escritor(es)         | Duración |  |
| 1.  | «Whatever You Want»   | Parfitt, Bown        | 4:04     |  |
| 2.  | «Shady Lady»          | Rossi, Bob Young     | 3:00     |  |
| 3.  | «Who Asked You»       | Lancaster            | 4:00     |  |
| 4.  | «Your Smiling Face»   | Parfitt, Bown        | 4:25     |  |
| 5.  | «Living on an Island» | Parfitt, Young       | 4:48     |  |
| 6.  | «Come Rock With Me»   | Rossi, Bernie Frost  | 3:15     |  |
| 7.  | «Rockin' On»          | Rossi, Frost         | 3:25     |  |
| 8.  | «Runaway»             | Rossi, Frost         | 4:39     |  |
| 9.  | «High Flyer»          | Lancaster, Young     | 3:47     |  |
| 10. | «Breaking Away»       | Rossi, Parfitt, Bown | 6:44     |  |

| Pistas adicionales en remasterización de 2005 |                                          |                        |          |  |
| N.º                                           | Título                                   | Escritor(es)           | Duración |  |
| 11.                                           | «Hard Ride»                              | Lancaster, Mick Green  | 3:57     |  |
| 12.                                           | «Bad Company»                            | Pip Williams, Hutchins | 4:30     |  |
| 13.                                           | «Another Game in Town» (versión demo)    | Rossi, Frost           | 2:22     |  |
| 14.                                           | «Shady Lady» (versión demo)              | Rossi Young            | 2:51     |  |
| 15.                                           | «Rearrange» (versión demo)               | Rossi, Young           | 3:08     |  |
| 16.                                           | «Living on an Island» (versión sencillo) | Parfitt, Young         | 3:47     |  |

## Músicos
- Francis Rossi: voz y guitarra líder
- Rick Parfitt: voz y guitarra rítmica
- Alan Lancaster: voz y bajo
- John Coghlan: batería
- Andy Bown: teclados